# Blaincourt-sur-Aube
Blaincourt-sur-Aube é uma comuna francesa na região administrativa de Grande Leste, no departamento de Aube. Estende-se por uma área de 5,79 km². Em 2010 a comuna tinha 111 habitantes (densidade: 19,2 hab./km²).